# Santa María de la Nuez
Santa María de la Nuez (en aragonés Santa María de la Noguera) es una localidad española perteneciente al municipio de Bárcabo, en el Sobrarbe, provincia de Huesca, Aragón. Se encuentra en el Alto Vero o Tierra Buxo, que es llamada así debido a la abundancia de boj. Tenía 6 habitantes en el censo de 2023.
Antiguamente conocida como Santa María, a partir del principios del siglo XX pasó a denominarse Santa María de Lanuez, y finalmente Santa María de la Nuez, a causa de la cercanía de la ermita de Nuestra Señora de la Nuez.

## Ermita
La ermita de Nuestra Señora de la Nuez es del siglo XVI, con muchas reformas del siglo XVIII. Según la tradición en ese lugar, cuando se estaba serrando un nogal, apareció en el interior del tronco la imagen de una virgen con una rama verde cargada de nueces en la mano. La talla de la virgen, del siglo XVI, fue expoliada durante la guerra civil española, y más adelante se sustituyó con una moderna.